# بيرارولو دي كادوري
بيرارولو دي كادوري (بالإيطالية: Perarolo di Cadore)‏ هي بلدية في مقاطعة بلونة في منطقة فنيتة الإيطالية، وتقع على بعد 110 كيلومترًا (68 ميلًا) شمال مدينة البندقية و30 كيلومترًا (19 ميلًا) شمال شرق بلونة.